# Athena Demos
Pour les articles homonymes, voir Athena et Demos.
Athena Demos, née le 25 novembre 1970 à Corpus Christi au Texas, est une actrice et scénariste américaine.

## Filmographie
Comme actrice
- 1996 : Don't Look Back (téléfilm) : la prostituée
- 1996 : Power Rangers Zeo (série télévisée) : la comtesse
- 1998 : Amazon Warrior : la fille de Barelli
- 1999 : Battlestar Galactica: The Second Coming (court métrage) : Captain Kir'oss
- 2001 : Out of the Darkness : Beatrice
- 2002 : Bloody Bender : la stripteaseuse
- 2002 : Analog Roam (court métrage) : la fille
- 2002 : The Crawling Brain : Sun Bather
- 2002 : The Craven Cove Murders : la jeune femme
- 2002 : Camp Utopia : la hippie topless
- 2003 : Irrésistible (Inescapable) : Chloé
- 2003 : Baberellas : Sucky Sally
- 2003 : The Practice (série télévisée) : la technicienne
- 2003 : Boot Hill Blind Dead (court métrage) : Jessica Simon
- 2003 : Checking the Gate : Kadie
- 2003 : The Wheels on the Bus Video: Mango and Papaya's Animal Adventures (court métrage) : Mom
- 2004 : The Halfway House : Angelena
- 2004 : Blood Dancers : Destiny
- 2004 : Blood Gnome : la première victime
- 2005 : Creepies 2 : Hooker
- 2005 : Within the Woods : la modèle
- 2006 : Terminal : Morgan
- 2008 : Glass Lips (court métrage) : Paige Renfro
- 2008 : Skeletons in the Desert : Gloria Randall
- 2008 : Dr. Horrible's Sing-Along Blog (mini-série) : Snake Bite
- 2008 : In Search of Myster Ey : la princesse guerrière
- 2009 : Sugar Boxx : Rita
- 2010 : Spark Riders : Brenda Mimms
- 2012 : Twisted Fates : Tina
- 2014 : The Devil and Timmy Greenwater (court métrage) : la dame russe
- 2016 : Tombstones of the Blind Dead : Jesica
- 2016 : Deadly Tales II : la stripteaseuse
- 2017 : Tales of Morrissa (série télévisée) : Miranda (5 épisodes)
- 2018 : Doctor Stein : la stripteaseuse, la victime

Comme scénariste
- 2001 : Out of the Darkness